# Micromia fulvipuncta
Micromia fulvipuncta är en fjärilsart som beskrevs av W. Warren 1906. Micromia fulvipuncta ingår i släktet Micromia och familjen mätare. Inga underarter finns listade i Catalogue of Life.